# Шенлик (Агджабединский район)
Шенлик (азерб. Şənlik) — село в Шенликском административно-территориальном округе Агджабединского района Азербайджана.

## Этимология
Слово Шенлик в переносном значении переводится как собрание людей.

## История
В 1926 году согласно административно-территориальному делению Азербайджанской ССР село относилось к дайре Агджабеды Агдамского уезда.
После реформы административного деления и упразднения уездов в 1929 году был образован Примерный сельсовет в Примерном районе Азербайджанской ССР.
Согласно административному делению 1961 и года село Шенлик входило в Гаджыбеделлинский сельсовет Агджабединского района Азербайджанской ССР, в 1970-х годах получил свой сельсовет.
В 1999 году в Азербайджане была проведена административная реформа и внутри Шенликского административно-территориального округа был учрежден Шенликский муниципалитет Агджабединского района.

## География
Шенлик расположен на берегу Главного Мильско-Карабахского коллектора, на Карабахской равнине.
Село находится в 12 км от райцентра Агджабеди и в 295 км от Баку. Ближайшая железнодорожная станция — Агдам (действующая — Халадж).
Село находится на высоте 6 метров над уровнем моря. Близ села расположен курган Тайраттепе (22 м)

## Население
| Численность населения | Численность населения | Численность населения | Численность населения |
| 1983                  | 1986                  | 1999                  | 2009                  |
| --------------------- | --------------------- | --------------------- | --------------------- |
| 2100                  | ↗2114                 | ↗2812                 | ↗3101                 |

Население преимущественно занимается хлопководством, выращиванием зерновых, животноводством.

## Климат
| Показатель                                                                                | Янв. | Фев. | Март | Апр. | Май  | Июнь | Июль | Авг. | Сен. | Окт. | Нояб. | Дек. | Год  |
| ----------------------------------------------------------------------------------------- | ---- | ---- | ---- | ---- | ---- | ---- | ---- | ---- | ---- | ---- | ----- | ---- | ---- |
| Средний суточный максимум, °C                                                             | 6,4  | 7,7  | 11,3 | 19,1 | 24,0 | 28,8 | 31,9 | 31,5 | 26,7 | 21,2 | 14,1  | 8,7  | 19,2 |
| Средняя температура, °C                                                                   | 2,6  | 3,8  | 7,0  | 13,7 | 18,5 | 23,2 | 26,0 | 25,3 | 21,3 | 16,3 | 10,0  | 4,8  | 14,4 |
| Средний суточный минимум, °C                                                              | −1,2 | 0    | 2,7  | 8,3  | 13,0 | 17,6 | 20,2 | 19,2 | 16,0 | 11,5 | 6,0   | 1,0  | 9,6  |
| Норма осадков, мм                                                                         | 23   | 26   | 31   | 43   | 49   | 37   | 15   | 18   | 23   | 44   | 28    | 34   | 371  |
| Источник: https://en.climate-data.org/asia/azerbaijan/agcab%C9%99di-rayonu/senlik-954790/ |      |      |      |      |      |      |      |      |      |      |       |      |      |

Среднегодовая температура воздуха в селе составляет +14,4 °C. В селе полупустынный климат.

## Инфраструктура
В советское время в селе располагались молочно-товарная ферма, средняя школа, клуб, библиотека, детский сад, медицинский пункт.
В селе расположены почтовое отделение, средняя школа, детский сад, дом культуры, врачебный пункт.